# 온온사
온온사(穩穩舍)는 대한민국 경기도 과천시 중앙동사무소 뒤편에 있는 조선시대의 건축물이다. 1980년 6월 2일 경기도의 유형문화재 제100호로 지정되었다.

## 개요
조선시대 과천현의 객사였던 온온사가 축조된 것은 조선 인조 27년(1649년)이었다. 과천현 신수읍지에 의하면 이때에 객사동헌을 현감이었던 여인홍(1649년~1651년 재직)이 창건한 것으로 되어 있다. 원래는 현재의 중앙동사무소 자리에 있었는데 1986년에 이곳으로 옮겨 세웠다.

## 명칭
과천객사가 온온사란 명칭을 갖게 된 것은 정조 연간이었다. 즉 생부인 사도 세자(장헌세자:고종 때에 장조로 추증)의 원묘인 영우원을 수원 화산으로 옮긴 이후 이름을 현륭원으로 고치고 참배하기 위해 거동할 때 과천의 객사에서 머물며 주위 경치가 쉬어 가기가 편하다고 하여“온온사”란 현판을 내림으로써 이름을 갖게 되었다. '온온'은 경관이 아름답고 몸이 편안하다는 뜻이다.

## 객사
객사는 임금을 상징하는 전패를 모셔놓은 곳으로 수령이 초하루와 보름에 이 전패를 향하여 절을 올렸다. 또한 공무로 벼슬아치들이 이 고을에 들었을 때 숙소로 이용되기도 했다. 이런 까닭에 객사는 고을의 가장 중심이 되는 곳에 위치하며 건물도 격식을 갖추어 지었다.

## 건물
정청 3칸이 중앙에 있고 좌우로 동·서헌이 각각 3칸으로 구성되어 있는데, 정청 부분 이붕을 동·서헌보다 약간 높힌 전형적인 객사 건물의 형태를 갖추고 있다.

## 참고 자료
- 온온사 - 국가유산청 국가유산포털
- 온온사 - 과천시 문화관광